# Le Pin (Gard)
Le Pin é uma comuna francesa na região administrativa de Occitânia, no departamento de Gard. Estende-se por uma área de 5,96 km². Em 2010 a comuna tinha 450 habitantes (densidade: 75,5 hab./km²).